# Agger
Agger  (på thybomål udtalt med blødt g) er en by i Thy med 363 indbyggere  (2024) i Agger Sogn. Landsbyen hører til Thisted Kommune og ligger i Region Nordjylland. Den ligger ved nordenden af Agger Tange og Krik Vig i Nissum Bredning, som er den vestlige ende af Limfjorden.
Nord for byen ligger Flade Sø og Ørum Sø. Agger Kirke er fra 1838 og blev opført, da Vesterhavet truede den gamle kirke; i de sidste par hundrede år er kysten flyttet ca. en kilometer mod øst.
Ved fjordhavnen står en sten, Nabestenen, til minde om Slaget ved Nabe i 1657 (Første Karl Gustav-krig), hvor thyboerne forgæves forsøgte at standse den svenske hær, der kom over den dengang landfaste Agger Tange fra syd.
Fiskeri spillede indtil begyndelsen af 1800-tallet en hovedrolle i befolkningens livsførelse. I en beskrivelse ved Knud Aagaard af Thyland fra 1802 hedder det herom:
"imedens dette ålefiskeri varer, lever Aggerboerne hos bønderne deres bedste liv, da fisk ellers hjemme er deres meste føde".
Tilsvarende skriver herredsfogeden i Thisted i 1806:
"ålefiskeriet har ingen gavnlig indflydelse på landets indbyggere. Aggerboerne og de fra Harboøre anser den tid, da ålefiskeriet går for sig, som deres karneval; de frådser da til det umådelige, skyller gammelt øl og brændevin i sig som vand og fordriver det meste tid med søvn og ladhed."
TV-dokumentaren "Heavy Agger" blev optaget i Agger og vist i DR i 1986. Den følger en håndfuld af byens unge, der bekender sig til heavy musikken og dermed skiller sig ud fra det overvejende Indre Missionske miljø. Dokumentaren blev fulgt op med 2. og 3. afsnit efter hhv. 14 og 28 år. Et pudsigt sammentræf er, at journalisten bag TV-udsendelserne hedder Anders Agger.
Byen har en restaurant som i 2023 fik en Michelin-stjerne.

## Galleri
- Parti af havnen
- Kystredningstjenesten
- Det fredede Fiskerhus, der nu huser et museum
- Agger Badehotel
- Restaurant Tri der fik en Michelin-stjerne i 2023.